# Яйце в кошику
Яйце в кошику — страва американської кухні, яйце, обсмажене всередині скибочки хліба.

## Опис
Страва складається зі скибочки хліба з яйцем усередині, обсмаженого на вершковому маслі або на олії. Готують, вирізаючи круглий або квадратний отвір у центрі скибки хліба, який можна змастити маслом. Хліб обсмажують на сковороді з олією, маргарином, маслом чи іншим жиром. В отвір у підсмаженому хлібі розбивають яйце. Можна перевернути хліб, поки він перебуває на вогні, і накрити кришкою сковороду для рівномірного приготування. Вафлі або бейгли (пончики) також можуть замінити скибочку хліба.

## Синоніми
У страви багато назв, у тому числі «bullseye eggs», «eggs in a frame», «egg in a hole», «eggs in a nest», «gashouse eggs», «gashouse special», «gasthaus eggs», «hole in one», «one-eyed Jack», «one-eyed Pete», «pirate’s eye» і «popeye».